# Juan García Díaz
Juan García Díaz (Nerva, Huelva, 22 de mayo de 1940 - Córdoba, 26 de marzo de 2013) fue un jugador de fútbol profesional español que jugaba en la demarcación de centrocampista.

## Biografía
Juanín debutó como jugador de fútbol profesional a los 17 años en 1957 con el Real Betis Balompié "B". Procediendo del juvenil verdiblanco, en el cual fichó con quince años, y con la particularidad de ser el primer juvenil que fichaban de fuera de la provincia sevillana. Jugó durante dos temporadas en el club hispalense. 
Posteriormente fue cedido al Club de Fútbol Extremadura, club donde permaneció durante una temporada antes de ser traspasado al Córdoba Club de Fútbol. Jugó durante diez temporadas en el club, marcando un total de 49 goles. Fue partícipe del primer ascenso del club a primera división, además anotó el primer gol del club en dicha categoría, el 16 de septiembre de 1962, anotado contra el Real Valladolid CF. Durante la temporada 1964-65 formaba parte del equipo que consiguió la mejor clasificación de la historia del club acabando en quinta posición. En la misma temporada llegó con el club hasta las semifinales de la Copa del Rey, siendo eliminados por el Athletic Club. Posteriormente en 1970 fue traspasado al Calvo Sotelo CF, club en el que se retiró en 1971.
En la temporada 1964-65, fue seleccionado por Domènec Balmanya para defender los colores de la selección de fútbol de España, pero un partido de desempate contra el Pontevedra CF en cuartos de la Copa del Generalísimo, en el Santiago Bernabéu, le impidió poder vestir la elástica nacional.
Entre otras marcas personales, posee la de máximo goleador en Primera División, y la de más partidos jugados en la máxima categoría, con el Córdoba Club de Fútbol. Además, nunca le amonestaron en sus 14 temporadas como profesional.

## Muerte
Juan García Díaz falleció el 26 de marzo de 2013 a la edad de 72 años tras un tumor cerebral.

## Clubes
| Club                    | País   | Año         | Partidos | Goles |
| ----------------------- | ------ | ----------- | -------- | ----- |
| Real Betis Balompié "B" | España | 1957 - 1959 |          |       |
| CF Extremadura          | España | 1959 - 1960 | 55       | 18    |
| Córdoba CF              | España | 1960 - 1970 | 276      | 65    |
| Calvo Sotelo CF         | España | 1970 - 1971 | 15       | 0     |

## Palmarés
- Segunda División de España (1961/1962) - Córdoba CF